# Werner Gürtner

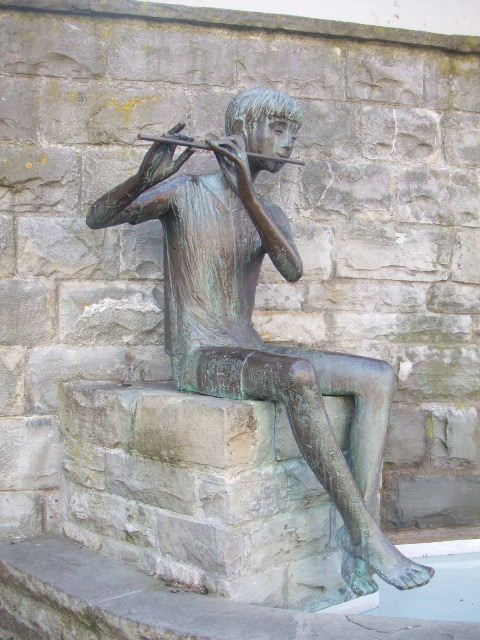
Flötender Knabe an einem Brunnen in Meersburg

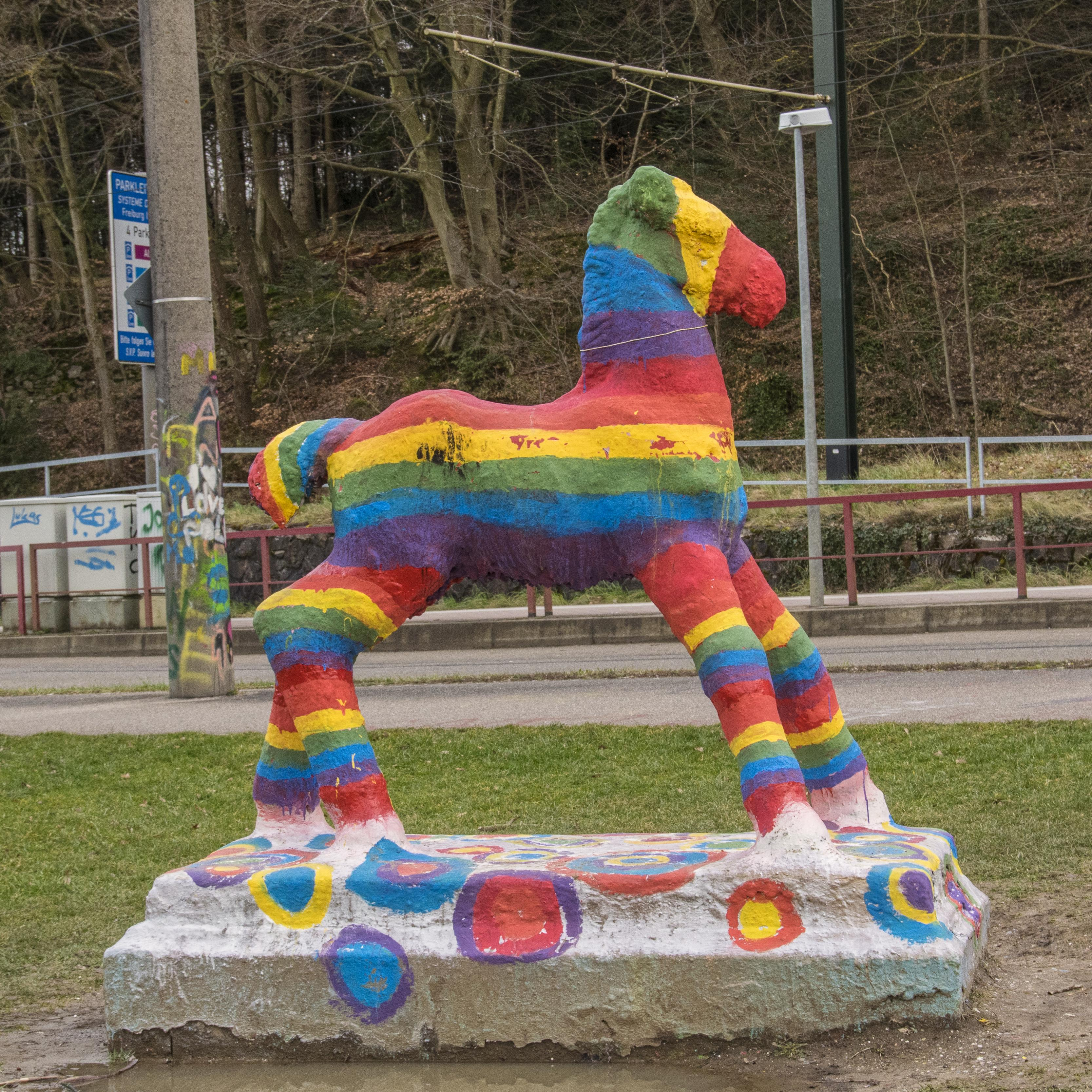
Das Holbeinpferdle „Stehendes Fohlen aus Betonguss“ in Freiburg im Breisgau, welches regelmäßig von Unbekannten neu gestaltet wird.

Werner Hugo Gürtner (* 27. Juli 1907 in Speyer; † 3. Oktober 1991 in Überlingen) war ein deutscher Bildhauer.
Der Künstler ist in Speyer geboren, kam aber schon als Kind nach Überlingen am Bodensee. Dort absolvierte er von 1923 bis 1928 Lehre und Gesellenzeit als Holzbildhauer. Von 1928 bis 1932 studierte er in München an der Akademie für angewandte Kunst und ließ sich 1934 in Überlingen als Bildhauer nieder. Seine Arbeiten, überwiegend aus Bronze und häufig Pferdemotive, sind hauptsächlich im Bodenseegebiet zu finden.
Die Skulpturen, die Werner Gürtner in seiner Werkstatt am Spetzgarter Weg in Aufkirch schuf, begegnen einem in Stadt und Region fast auf Schritt und Tritt, Arbeiten Werner Gürtners prägen zahlreiche Brunnen und zentrale Plätze. Der Dohlenbrunnen am Pflummernplatz, der „Fischerbüble“-Brunnen an der Kloster-Apotheke, die Reiher vor dem Kursaal, „Vater und Sohn“, jetzt bei der Therme. Auch die Gedenkstätten beim Goldbacher Stollen, auf dem Friedhof und in Härlen gehören dazu.
Gürtner porträtierte zahlreiche bekannte Persönlichkeiten wie den Schriftsteller Bruno Goetz, den Zeppelin-Chef Hugo Eckener, Friedrich Georg Jünger und Nachfahren Richard Wagners wie Verena, Winifred, Wolfgang und Wieland Wagner.
Er war Schöpfer des sogenannten Holbeinpferdes, einer 1936 geschaffenen Pferdeplastik aus Betonguss, die ursprünglich an eine Privatperson verkauft wurde. Aus Platzmangel wurde die Skulptur der Stadt Freiburg geschenkt. Seit ca. 1937 ziert sie deshalb im Stadtteil Wiehre die Kreuzung Holbein-Straße/Hans-Thoma-Straße (daher der Name) auf einer Grünzone in Freiburg.  Diese naturalistisch gehaltene Plastik ist seit den frühen 1980er Jahren Gegenstand ständiger Veränderung durch die Bevölkerung und erfreut sich wegen der unkompliziert möglichen Anpassung an das aktuelle Tagesgeschehen großer Beliebtheit.
Sein Hans-Kuony-Brunnen  ist eines der Wahrzeichen von Stockach.
Neben seiner künstlerischen Arbeit betätigte sich Gürtner politisch in der Deutschen Friedens-Union, für die er bei der Bundestagswahl 1965 erfolglos auf der Landesliste Baden-Württemberg kandidierte.